# Luna in piena
Luna in piena è un album di Nada, pubblicato in occasione della partecipazione della cantante al Festival di Sanremo 2007. La track list comprende 10 brani inediti, tra cui i due singoli Luna in piena e Pioggia d'estate.
Il disco vince il Premio di miglior album indipendente dell'anno al Meeting Etichette Indipendenti.

## Tracce
1. Luna in piena – 3:45
2. Pioggia d'estate – 5:45
3. Distese – 4:13
4. Il sole è grosso – 4:06
5. L'attaccapanni – 4:41
6. La verità – 3:26
7. Questo giorno – 3:18
8. Combinazioni – 4:37
9. Tutto a posto – 4:14
10. Niente più – 3:27

## Formazione
- Nada – voce
- Cesare Basile – chitarra acustica, chitarra elettrica, dobro, banjo
- Lorenzo Corti – chitarra elettrica
- Luca Rossi – basso
- Marcello Sorge – batteria
- Lucio Fabbri – chitarra, pianoforte, violino
- Stefano Cisotto – sintetizzatore
- Roberto Gualdi – batteria
- Chicco Gussoni – chitarra
- Antonio Petruzzelli – basso
- Stefano Brandoni – chitarra
- Matteo Del Soldà – viola
- Stefano Tedesi – violino
- Simone Rossetti Bazzaro – violino
- Jorge Bosso – violoncello
- Andrea Anzalone – violoncello

## Classifiche
| Classifica (2007) | Posizione massima |
| ----------------- | ----------------- |
| Italia            | 54                |